# Phulera
Phulera é uma cidade e um município no distrito de Jaipur, no estado indiano de Rajasthan.

## Geografia
Phulera está localizada a 26° 52′ N, 75° 14′ L. Tem uma altitude média de 387 metros (1269 pés).

## Demografia
Segundo o censo de 2001, Phulera tinha uma população de 21,639 habitantes. Os indivíduos do sexo masculino constituem 52% da população e os do sexo feminino 48%. Phulera tem uma taxa de literacia de 73%, superior à média nacional de 59.5%: a literacia no sexo masculino é de 83% e no sexo feminino é de 62%. Em Phulera, 13% da população está abaixo dos 6 anos de idade.